# 6-cm-Schnellade-Bootskanone L/21
Die 6-cm-Schnellade-Bootskanone L/21 (kurz: 6-cm-SBtsK L/21) war ein Landungsgeschütz des Deutsches Kaiserreich, welches 1898 entwickelt wurde.

## Entwicklung

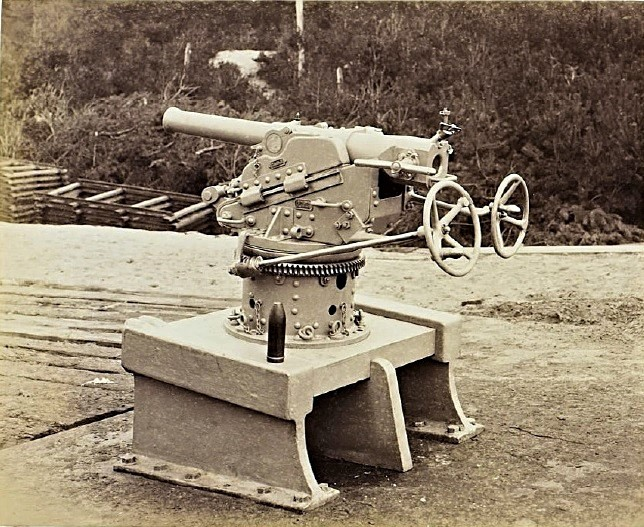
Die L/21 auf einer Pivotlafette für Schiffe

Die deutsche Friedrich Krupp AG begann 1898 mit den Entwicklungsarbeiten an einem Landungsgeschütz für die kaiserliche Marineinfanterie. Anfangs wurden diese zum Besetzten von gegnerischen Garnisonen und für die Verteidigung deutscher Schiffe eingesetzt. Später wurden die Seebataillonstruppen oftmals zu Expeditionstruppen, die in Gebieten mit eingeschränkter Straßen- und Schieneninfrastruktur operierten. Daher musste Krupp ein Geschütz entwickeln, welches leicht war und die Landungstruppen in unwegsamen Gelände unterstützen konnte.
Die damalige Feldartillerie war so konstruiert worden, dass sie mithilfe von Pferdegespannen gezogen und anschließend per Hand in Feuerposition gebracht werden konnte. Die Feldartillerie wurde dabei oftmals für den Transport in mehrere Lasten zerlegt auf verschiedene Wagen aufgeteilt. Damit war die herkömmliche Feldartillerie zu groß und schwer für amphibische Operationen ohne spezielle Landungsfahrzeuge. Krupp hielt es für Vorteilhaft, die Kanone auf einer zentralen, schwenkbaren Pivotlafette auf einer Barkasse zu montieren, um somit Feuerunterstützung bieten können. Für eine weitere Nutzung an Land, konnte die Infanterie das Geschützrohr abnehmen und auf eine spezielle Radlafette legen und mitführen. Damit entstand die 6-cm-Schnellade-Bootskanone L/21.

## Technische Beschreibung

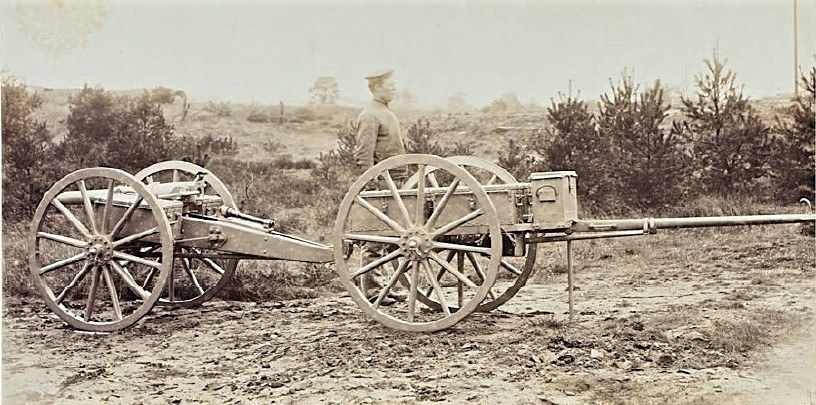
6-cm-Schnellade-Bootskanone L/21 mit Protze

Die 6-cm-Schnellade-Bootskanone L/21 war ein Hinterlader-Schiffsgeschütz mit einem horizontalen Gleitblockverschluss, einem Geschützschild und, bei der Radlafette, zwei Holzspeichenrädern mit Stahlfelgen. Es verfügte weder über einen Rückstoßmechanismus, noch einen Schwenkmechanismus auf der Radlafette. Zum seitlichen Richten musste das Geschütz samt Lafette gedreht werden. Die Höhenverstellung wurde über eine Spindel unter dem Verschluss gesteuert und hatte auf der Radlafette einen Höhenrichtbereich von −10 bis +20 Winkelgrad und auf der Pivotlafette auf dem Schiff −3 bis +15 Winkelgrad. Aufgrund der begrenzten Höhenverstellung war es eine Direktfeuerwaffe, die für den Beschuss von Truppen im Freien bestimmt war.
Der untere Teil des Geschützschildes war beweglich und konnte für den Transport nach vorne geklappt und mithilfe Ketten am oberen Schild gesichert werden. Hinter dem Geschützschild befanden sich zwei Metallrahmen auf der Lafettenachse. Darin wurden die Munitionskisten mit jeweils 14 Schuss verstaut und mitgeführt. Nach dem Zusammenbau konnten die Geschütze an einer Protze befestigt und durch Pferde oder andere Zugtiere transportiert werden. Auf der Protze konnten vier weitere Munitionskisten mitgeführt werden.
Die Geschütze verwendeten Schnellfeuermunition vom Kaliber 6 cm, ähnlich der von bereits bestehenden Feld-, Festungs- und Gebirgsgeschützen. Die gängigsten Granatentypen waren Sprenggranaten, Kartätschen und Schrapnellgranaten. Ein Nachteil dieser Landungsgeschütze bestand jedoch darin, dass sie oft ein kleines Kaliber und eine reduzierte Treibladung aufwiesen, um den Rückstoß zu verringern. Zudem war das Geschützrohr stark verkürzt um den Transport ohne Zugtiere leichter zu gestalten. Dadurch verfügten die Geschütze aber über eine geringe Reichweite.

## Einsatz

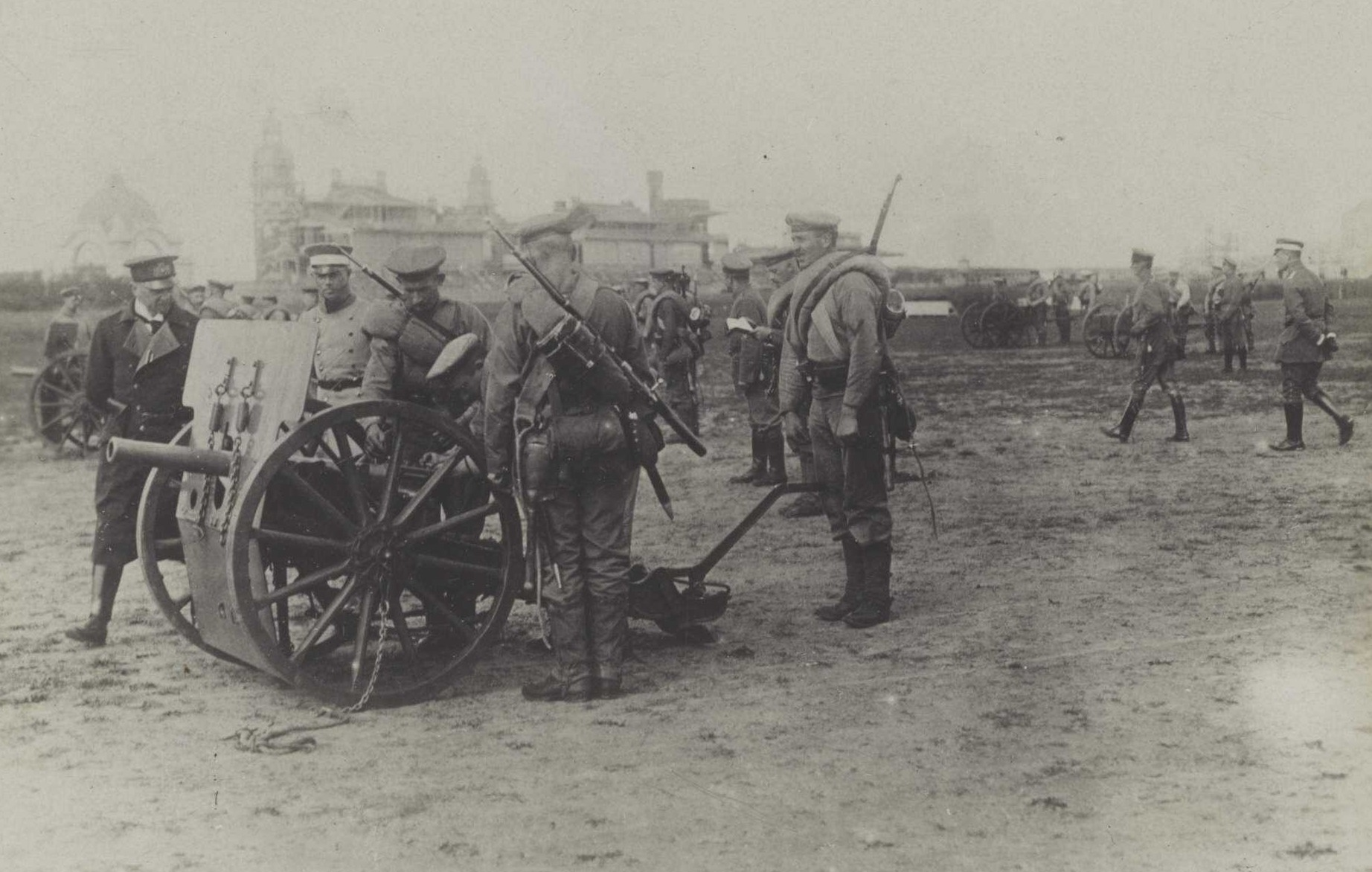
Marineinfanterie mit der L/21 in Flandern, 1916

Neben der Verwendung von Seebataillonseinheiten als Landungsgeschütz, wurde die 6-cm-Schnellade-Bootskanone L/21 auch von der Schutztruppe im deutschen Kolonialreich eingesetzt. Sie wurden vor dem Ersten Weltkrieg während des Boxeraufstands, bei den Herero-Aufständen oder des Maji-Maji-Aufstands eingesetzt. Im afrikanischen Kriegsschauplatz des Ersten Weltkriegs schickte der Kleiner Kreuzer Königsberg im August 1914 seine Geschütze an Land, um bei der Schutztruppe in Deutsch-Ostafrika eingesetzt zu werden. Zwei weitere Geschütze kamen 1916 vom Blockadebrechers Rubens in Deutsch-Ostafrika an. Ab 1915 waren mehrere mit L/21 bewaffnete Marineinfanterieeinheiten in Flandern in Belgien stationiert (Marinekorps Flandern).

## Verbleib
Heute kann man im Musée d’Armes in Tournai ein gut erhaltenes Geschütz mit Schild betrachten. Im Kriegsmuseum in Athen kann ebenfalls ein gut erhaltenes Geschütz, jedoch ohne Schild, besichtigt werden. Ein drittes Geschütz ist in einem kleinen Museum im belgischen Wommelgem ausgestellt.